# Notte e giorno faticar
Notte e giorno faticar (z języka włoskiego: Uganiać się dniem i nocą) – introdukcja (oryg. Introduzione) z tekstem w języku włoskim, z pierwszego aktu opery z muzyką Wolfganga A. Mozarta i librettem Lorenza Da Pontego Don Giovanni. Aria przeznaczona jest dla śpiewaka wykonującego rolę Leporella (bas), służącego głównego, tytułowego bohatera opery. Szerzej, obejmuje ona również duet Don Giovanniego i Donny Anny oraz rozmowę, czy ściślej utarczkę słowną i pojedynek Don Giovanniego z Komandorem, ojcem Donny Anny.
Leporello przechadza się w pobliżu rezydencji Komandora w Sewilli. Jego pan, Don Giovanni, postanowił właśnie zakraść się do sypialni córki Komandora, Donny Anny podszywając się pod jej narzeczonego Don Ottavia. Sługa uskarża się na swój los, ma dość życia w trudzie i gotowości do czuwania nawet przy niepogodzie, niedosypiając i niedojadając, a do tego bycia niedocenianym. Także i on chciałby być wielkim panem i móc robić co chce, ot, choćby uwodzić kobiety, jak czyni to Don Giovanni. 
Duet Don Giovanniego z Donną Anną jest częściowo paralelny z w zasadzie niezależną arią Leporella. Dopiero nadejście Komandora kończy praktycznie całą introdukcję. Sługa odezwie się jeszcze, gdy zakończy się pojedynek, pytając Don Giovanniego o to, kto jest martwy, on czy Komandor.

## Obsada premier
Podczas światowej prapremiery 29 października 1787 w Teatrze Nostitza w Pradze jako Leporello wystąpił Felice Ponziani. W zmienionej nieco wiedeńskiej wersji opery, której premiera miała miejsce 7 maja 1788, rolę Leporella wykonywał Francesco Benucci.